# Oxytropis penduliflora
Oxytropis penduliflora är en ärtväxtart som beskrevs av Nikolai Fedorovich Gontscharow. Oxytropis penduliflora ingår i släktet klovedlar, och familjen ärtväxter. Inga underarter finns listade i Catalogue of Life.